# 드라이브 문자 할당

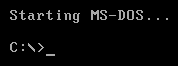
현재의 작업 디렉터리의 일부로서 드라이브 문자 C를 보여주는 MS-DOS 명령 프롬프트.

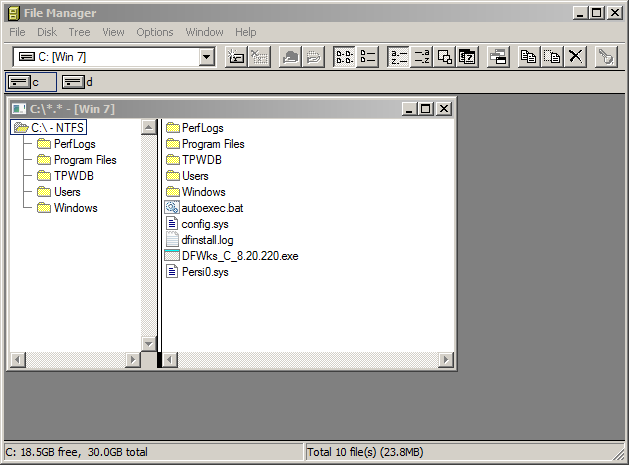
드라이브 C의 내용을 표시하고 있는 파일 관리자.

드라이브 문자 할당(drive letter assignment)은 루트 파일 시스템 이름 공간의 물리 및 논리 디스크 드라이브나 파티션 (디스크 볼륨)에 영어 알파벳 문자를 할당하는 과정이다. 이는 마이크로소프트 운영 체제에서 볼 수 있다. 볼륨이 단일 계급 이름 공간에서 볼륨의 위치와 이름이 임의로 지정되는 유닉스 마운트 포인트 개념과 달리 드라이브 문자 할당은 여러 개의 최고 수준의 이름 공간을 허용한다. 그러므로 드라이브 문자 할당은 파일 시스템을 대표하는 "포레스트"의 루트의 이름에 문자를 이용하는 과정을 가리킨다. 각 볼륨은 독립적인 트리(비계급적 파일 시스템)를 보유하고 있다.

## 드라이브 문자 할당을 사용하는 운영 체제
- 디지털 리서치 CP/M, MP/M, 플렉스OS, 컨커런트 CP/M, 컨커런트 DOS, 멀티유저 도스, 시스템 매니저, REAL/32, 퍼스널 CP/M, 도스 플러스, 노벨 DOS, PalmDOS, 오픈도스, DR-DOS
- 86-DOS
- IBM PC DOS, 마이크로소프트 MS-DOS
- MSX-DOS
- Elektronika BK 운영 체제: ANDOS, CSI-DOS, MK-DOS
- PTS-DOS
- 아타리 TOS
- SpartaDOS X
- GEOS[1]
- SymbOS
- OS/2 / eComStation
- 마이크로소프트 윈도우
- 마이크로소프트 엑스박스 비디오 게임기 운영 체제
- 프리도스
- ReactOS
- 심비안 OS
- DexOS[2]
- Miraculix[3]

## 일반적인 할당
- A: — 플로피 디스크 드라이브, 3.5" 및 5.25", 등의 다른 종류의 디스크 드라이브.
- B: — 두 번째 플로피 드라이브를 위해 보존.
- C: — 첫 번째 하드 디스크 파티션.
- D: ~ Z: — 다른 디스크 파티션. D:나 E:는 이따금씩 CD-ROM, DVD 드라이브로 할당되지만 늘 그러한 것은 아니다.
- F: — 노벨 넷웨어를 사용하는 경우 첫 번째 네트워크 드라이브
- H: - 네트워크 서버의 홈 디렉터리.
- L: — 컨커런트 도스, 멀티유저 도스, 시스템 매니저, REAL/32의 동적으로 할당된 로드 드라이브.[4]
- M: — 컨커런트 도스의 선택적 메모리 드라이브 MDISK의 드라이브 문자.[4]
- N:, O:, P: - CP/M-86 4.x, 퍼스널 CP/M-86 2.x, 도스 플러스 1.2-2.1 (BDOS 호출 0Fh) 하의 이동식 드라이브
- Q: - 마이크로소프트 오피스 클릭 투 런(Click-to-Run) 가상화.
- Z: — Banyan VINES를 사용하는 경우 첫 번째 네트워크 드라이브. 도스박스 x86 에뮬레이터의 초기 드라이브 할당 문자.

드라이브 C:는 일반적으로 컴퓨터의 운영에 필요한 윈도우 운영 체제 파일 모두를 포함한다. 수많은 현대의 개인용 컴퓨터에서, 하나의 파티션이 있는 오직 하나의 하드 드라이브만이 존재하며 C:로 지정된다. 이러한 컴퓨터에서 사용자의 개인 파일 전체는 종종 이 드라이브의 디렉터리에 저장된다. 드라이브는 다를 수 있다.
2차적인 물리적 플로피 드라이브가 없다면, 드라이브 B:는 물리 드라이브 A:에 매핑되는 가상 플로피 드라이브로 사용할 수 있으며, 읽기와 쓰기를 할 때마다 플로피를 전환할 것인지 사용자가 확인을 요청받을 수 있다. 즉, 플로피 드라이브가 하나만 있는 컴퓨터에서 두 개의 플로피 드라이브를 사용하는 것처럼 기능한다. 하나의 물리 장치를 공유하는 다중 드라이브 문자의 개념은 최초의 플로피 드라이브에만 국한되지는 않으며 다른 드라이브에서 이용이 가능한데, 이는 CONFIG.SYS의 표준 도스 DRIVER.SYS를 사용하여 추가 블록 장치를 설정함으로써 구현된다.
네트워크 드라이브들은 종종 알파벳의 마지막부터 문자를 할당한다. 로컬 드라이브와는 차별화하기 위해 종종 그렇게 한다. 문자를 마지막 문자로 할당시키면 할당 충돌의 위험을 줄일 수 있다. 할당이 네트워크를 통해 자동으로 이루어질 때 특히 그러하다. (보통은 로그온 스크립트 이용 시)
대부분의 도스 시스템에서, 26개 이상의 마운트 드라이브를 보유하는 것은 불가능하다. 아타리 GEMDOS는 A:부터 P:까지의 드라이브만 지원한다. 팜DOS PCMCIA 드라이브 스택은 PCMCIA 드라이브 슬롯의 주소 할당을 위해 0:, 1:, 2:, ...의 드라이브 문자를 지원한다. 일부 도스용 노벨 네트워크 드라이버들은 호환 도스 버전에서 최대 32개의 드라이브 문자를 지원한다. 이뿐 아니라, 노벨 도스 7, 오픈도스 7.01, DR-DOS 7.02는 A:-Z:, [:, \:, ]:, ^:, _:, 그리고 `:라는 이름의 최대 32개의 드라이브 문자를 할당하기 위해 CONFIG.SYS의 LASTDRIVE=32 디렉티브를 지원한다. (DR-DOS 7.02~7.07은 또한 HILASTDRIVE 및 LASTDRIVEHIGH 디렉티브를 지원하여 드라이브 구조를 상위 메모리로 재할당시킬 수 있다.) 일부 도스용 응용 프로그램들은 Z: 이상의 드라이브 문자를 예측하지 않으며 이와 동작하지도 않기 때문에, 이러한 문자들은 특수 목적이나 드라이브 검색 시에만 사용하는 것이 권장된다. JP 소프트웨어의 4DOS 명령 줄 프로세서는 일반적으로 Z: 이상의 드라이브 문자들을 지원하지만, 문자들 중 일부가 이 명령 줄 처리기의 문법 확장과 충돌하기 때문에 드라이브 문자 사용 시 이를 고려해야 한다. 윈도우 9x (MS-DOS 7.0/MS-DOS 7.1)는 LASTDRIVE=32 및 LASTDRIVEHIGH=32의 지원을 추가하였다. 윈도우 NT에서 Z:을 초과하는 파일 시스템 접근이 필요하다면 볼륨 마운트 포인트를 사용해야 한다. 그러나 윈도우 XP나 비스타에서 명령 줄 SUBST 유틸리티를 사용하여 1:, 2:, !:과 같은 비문자 드라이브를 마운트하는 것은 가능하다. (예: SUBST 1: C:\TEMP) 그러나 이는 공식적으로 지원되는 것은 아니며 모든 드라이브 문자가 "A-Z"로 되어있을 것으로 예측하는 프로그램들의 동작을 방해할 수 있다.

## 도스와 윈도우의 JOIN, SUBST
드라이브 문자는 다른 볼륨에 접근하는 유일한 방법은 아니다. 도스는 JOIN 명령을 이용하여 드라이브 문자열을 다른 드라이브의 지정된 디렉터리로 부착할 수 있게 하며 이는 유닉스의 mount 명령과 비슷하다. SUBST 명령도 제공함으로써 드라이브 문자를 특정 디렉터리에 할당할 수 있다.

## 같이 보기
- 파일 이름
- net use